# Edmond Locard
Edmond Locard (Saint-Chamond, 13 de dezembro de 1877 — Lyon, 4 de maio de 1966) foi um pioneiro da Ciência Forense, conhecido também como o Sherlock Holmes da França. Formulou o princípio básico de ciência forense: "Todo contato deixa uma marca", que ficou conhecido como o princípio de Troca de Locard.  Como todo princípio, baseia-se em uma ideia simples, mas de grande profundidade.
Locard estudou Medicina e Direito em Lyon, tornando-se o assistente de Alexandre Lacassagne, criminologista e professor. Em 1910 ele começou fundar seu próprio laboratório criminal.
Ele produziu um monumental trabalho de sete volumes, chamado Traité de Criminalistique e, em 1918, descreveu doze pontos característicos para a identificação de impressões digitais. Edmond Locard continuou com a sua pesquisa até a sua morte, em 1966.